# Форначе Царатини (Равена)
Форначе Царатини (итал. Fornace Zarattini) је насеље у Италији у округу Равена, региону Емилија-Ромања.
Према процени из 2011. у насељу је живело 1138 становника. Насеље се налази на надморској висини од 1 м.